# Hàn Minh Quái
Han Myeong-hoe (Hàn Minh Hội, 1415 - 14 tháng 11 năm 1487), tự là Tự Tuấn, hiệu là Hiệp Âu Đình (압구정 狎鷗亭 Apgujeong), Hiệp Âu (압구 狎鷗 Apgu), Tứ Hữu Đường (사우당 四友堂 Saudang), miếu hiệu là Trung Thành, là một nhà Nho, quyền thần đầu thời nhà Lý Triều Tiên. Han Myung-hoi làm thừa tướng của nhà Triều Tiên vào các năm 1466 và, 1469 - 1471. Ông là cha của Chương Thuận Vương hậu, Cung Huệ vương hậu.